# Ranunculus anemonophyllus
Ranunculus anemonophyllus är en ranunkelväxtart som först beskrevs av Nils Hylander, och fick sitt nu gällande namn av S. Ericsson. Ranunculus anemonophyllus ingår i släktet ranunkler, och familjen ranunkelväxter. Inga underarter finns listade i Catalogue of Life.